# Никишенков, Алексей Алексеевич
Алексе́й Алексе́евич Никише́нков (12 марта 1949, Спасск-Дальний — 23 сентября 2013, Москва) — советский и российский этнолог, специалист в области англоязычной антропологии, этнографии народов Австралии и Океании, истории первобытного общества. Доктор исторических наук, профессор, заведующий кафедрой этнологии МГУ им. М. В. Ломоносова (2006—2013).
Лауреат Ломоносовской премии МГУ за педагогическую деятельность (1996), член специализированного совета по защите диссертаций на соискание учёной степени доктора исторических наук при МГУ, государственной аттестационной комиссии исторического факультета.
Был членом оргкомитета Конгрессов Ассоциации российских этнологов и антропологов, входил в состав редколлегий журналов «Этнографическое обозрение», «Личность. Культура. Общество», «Вестник Московского университета. Серия История», различных экспертных советов.

## Биография
Родился в г. Спасск-Дальний Приморского края. Окончил кафедру этнографии исторического факультета МГУ в 1976 году, дипломная работа «Этнические процессы в раннем средневековье Польши» (рук. Г. Г. Громов)
В 1982 году защитил кандидатскую диссертацию «Структурно-функциональный подход в британской социальной антропологии (1920—1940-е гг.)», научный руководитель — профессор Г. Е. Марков. В 2005 году защитил докторскую диссертацию «Становление и теоретическое развитие британской социальной антропологии в XIX—XX вв.».
Был научным руководителем ряда видных антропологов: О. Б. Христофоровой, Н. В. Ссорина-Чайкова, С. С. Алымова. 

## Научные интересы
Область научных интересов — история этнологической науки, история первобытного общества, этнология Австралии и Океании, этнология русского крестьянства, этнология народов Южной Сибири, обычное право народов России, традиционная культура общения (этноэтикет) народов России.

## Сочинения
- Из истории английской этнографии: Критика функционализма. М.: Издательство МГУ, 1986;
- Обычное право народов России. Библиографический указатель. 1890—1998. М.: Старый сад, 1998;
- Традиционный этикет народов России. XIX — начало XX вв. М.: Старый сад, 1999;
- Что нужно знать о народах России. (в составе авторского коллектива). М.: Скрипторий, Русский мир, 1999;
- Степной закон: обычное право казахов, киргизов и туркмен. М.: Старый сад, 2000;
- Антропология и традиционные формы общения. (В соавторстве с И. П. Аносовым). М.: ИФРЭ, 2001;
- Российская Арктика. (В составе авторского коллектива). М.: Дрофа, 2001;
- Народы и конфессии Приволжского федерального округа. (В составе авторского коллектива). М.: ИФЭМ. 2001;
- Народоведение. Учебное пособие для 9-11 классов средней школы. В 2-х книгах (в составе авторского коллектива). М., 2002;
- Крестьянское правосудие. Обычное право российского крестьянства в XIX веке — начале XX века. М.: Современные тетради, 2003;
- Этнология. Учебное пособие для студентов вузов, колледжей и лицеев. (В составе авторского коллектива). М.: Академический проект, 2005;
- Что нужно знать о Северном Кавказе. (В составе авторского коллектива). М.: Пробел, 2006;
- Российский Кавказ. Книга для политиков. (В составе авторского коллектива). М.: ФГНУ Росинформагротех, 2007;
- История британской социальной антропологии. СПб.: Издательство Санкт-Петербургского университета, 2008.